# Sebastián Sichel
Sebastián Iglesias Sichel Ramírez, né le 30 juillet 1977 à Santiago, est un homme politique et avocat chilien. 
Il est président de la Banque d'État du Chili et ministre sous le second gouvernement de Sebastián Piñera. Il est le candidat de la coalition de droite Chile Vamos pour l'élection présidentielle de 2021.

## Biographie

### Études et débuts professionnels
Sebastián Sichel est titulaire d'une maîtrise en droit public après avoir étudié à l'Université pontificale catholique du Chili. Il a été directeur des affaires publiques de l'agence Burson Cohn & Wolfe, et directeur associé de Paréntesis Estrategia.

### Carrière politique
Proche de la famille de l'ancien président Patricio Aylwin, il rejoint le Parti démocrate-chrétien (PDC) en 2003. Il est candidat aux élections législatives en 2005 et en 2009 mais n'est pas élu. Il n'obtient pas l'investiture de son parti pour les élections législatives de 2013, ce qui le conduit à le quitter et à se montrer dès lors très critique envers celui-ci, le qualifiant de « parti cannibale ».
Il fonde aux côtés de l'ancien ministre Andrés Velasco le parti Fuerza Pública, devenu plus tard Ciudadanos, et envisage de se présenter à l'élection présidentielle de 2017 avant d'y renoncer. Il apporte alors son appui à Sebastián Piñera, le candidat de la droite conservatrice.
Il est nommé vice-président de Corfo par le gouvernement, occupant cette fonction de mai 2018 à juin 2019. Il est ensuite ministre du Développement social et de la Famille jusqu'en juin 2020, puis président de la Banque d'État jusqu'en décembre 2020.
Il remporte en juillet 2021 la primaire de la coalition de droite Chile Vamos pour l'élection présidentielle de 2021, obtenant 49 % des voix. Il bat notamment Joaquín Lavín (31 %), le candidat ultraconservateur considéré comme le favori du scrutin. Sa victoire inattendue, alors qu'il n'appartient à aucun parti, est perçue comme un désaveu des partis traditionnels,. Plus centriste que ses rivaux, il insiste sur le soutien à l'entrepreneuriat, le renforcement de l'esprit d'entreprise et de la libre concurrence, et la rationalisation de l'État.
D'après les analystes, il est apprécié des marchés financiers. Considéré comme le favori du secteur privé, il reçoit le soutien de personnalités éminentes du monde des affaires. Il s’efforce pendant la campagne présidentielle de prendre ses distances avec le président Sebastián Piñera, fortement impopulaire,.
Il prend la quatrième place du premier tour avec 12,79 %. Il apporte son soutien au candidat d’extrême droite José Antonio Kast pour le second tour.
Lors des élections municipales de 2024, il est élu maire de Ñuñoa.